# Dermodactylus
Dermodactylus is een geslacht van uitgestorven pterosauriërs, behorend tot de groep van de Pterodactyloidea, dat tijdens het LaatJura leefde in het gebied van het huidige Wyoming. De enige benoemde soort is Dermodactylus montanus.

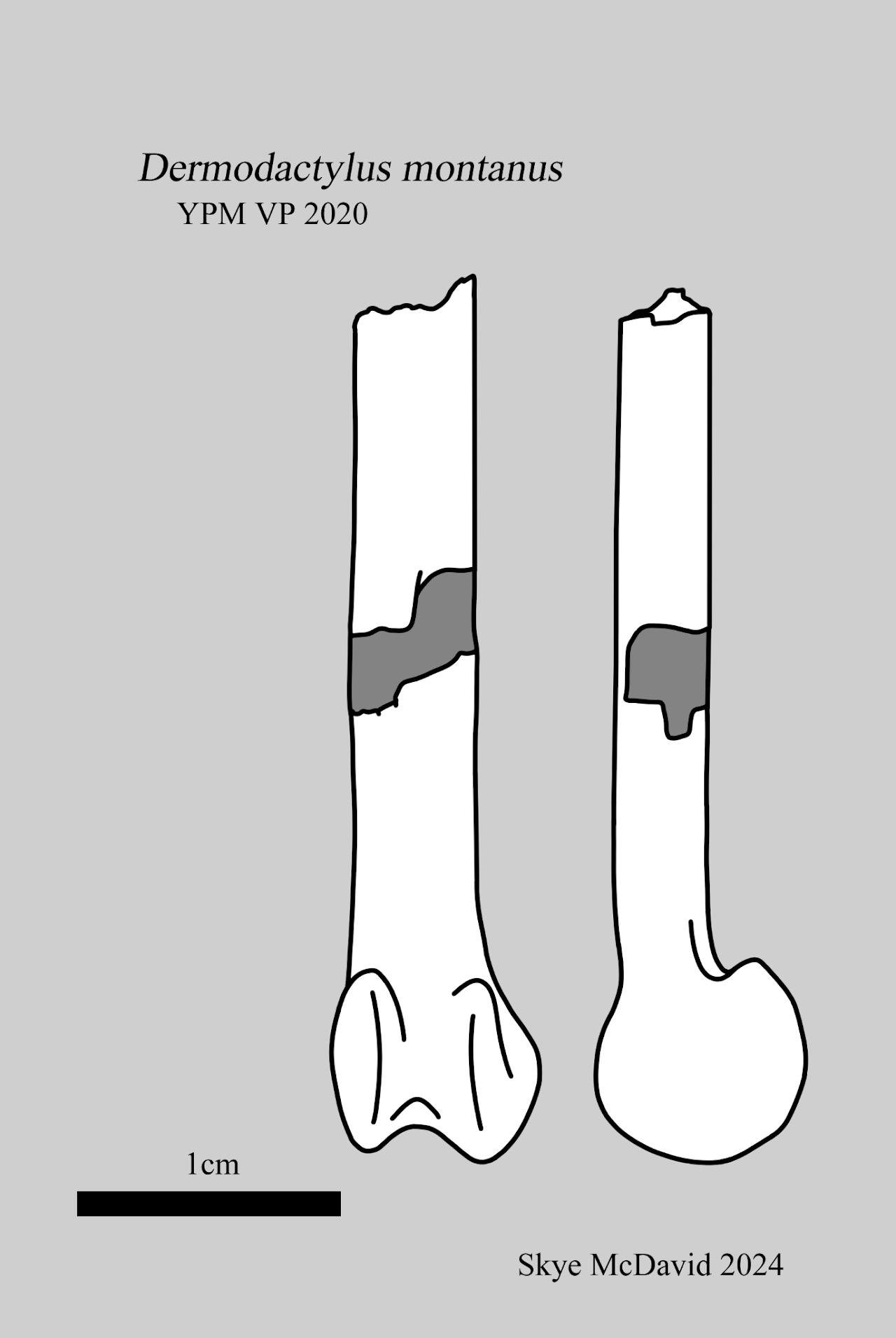
Het holotype

Toen verzamelaar Samuel Wendell Williston bij Como Bluff in Reed's Quarry N°5 een stuk pterosauriërbot opgroef in de Morrisonformatie (Kimmeridgien-Tithonien, 150 miljoen jaar oud), werd dat door zijn opdrachtgever professor Othniel Charles Marsh in 1878 beschreven als Pterodactylus montanus. De soortaanduiding betekent 'uit de bergen' in het Latijn.
In die tijd werden pterosauriërfossielen van onbestemde herkomst standaard aan Pterodactylus toegeschreven. In 1881 besloot Marsh echter een eigen geslacht te benoemen : Dermodactylus, afgeleid van het Klassiek Griekse derma, 'huid' en daktylos, 'vinger', een verwijzing naar het feit dat bij pterosauriërs de vleugel gevormd wordt door een vlieghuid die aan de vierde vinger vastzit.
Het holotype is YPM 2000 (Yale University Peabody Museum of Natural History), een 32 millimeter lang uiteinde van het vierde middenhandsbeen. Het hele been moet ongeveer dubbel zo lang geweest zijn. Het in het midden beschadigde bot bewaart nog de ronde dubbele gewrichtskop waaraan de vleugelvinger vastzat. De beenwanden zijn dun en de doorsnede is ovaal. De proporties wijzen op een relatief langwerpige vorm en dat is typerend voor de Pterodactyloidea. Verder valt er over de verwantschappen van Dermodactylus weinig te zeggen. De meeste onderzoekers zien de soort tegenwoordig als een nomen dubium: de resten zijn niet diagnostisch genoeg om er ander materiaal aan toe te wijzen, hoewel het duidelijk is dat het geen lid van de Ornithocheiridae betreft. Dat deed Marsh zelf overigens wel: een andere vleugelbot, wervels en een scapulacoracoïde zouden met de soort in verband worden gebracht maar behoren in ieder geval aan grotere individuen met een vlucht van 1,5 tot 1,8 meter: het holotype wijst op een vleugelspanwijdte van slechts een meter en een gewicht van drie kilogram.
De naam heeft een zeker historisch belang: het was een van de eerste pterosauriërs die uit Amerika benoemd zou worden, na Pteranodon, en tot de beschrijving van de nog oudere Nesodactylus in 1969 bleef het ook de enige benoemde pterosauriër uit het Jura van dat continent, dat weinig aardlagen uit die periode heeft die geschikt zijn om dit soort kwetsbare resten te conserveren.